# I-Empire
I-Empire — второй студийный альбом альтернативной рок-группы Angels & Airwaves, официально выпущенный 6 ноября 2007 года на сайте группы, где он был доступен для скачивания. Также альбом был выпущен на CD 5 ноября в Великобритании и Ирландии и 6 ноября в США и Канаде.

## Об альбоме
Angels & Airwaves начали работать над I-Empire в начале 2007 года. Альбом стал первой записью для студии Jupiter Sound.

## Список композиций
Все тексты написаны Томом Делонгом, вся музыка написана Angels & Airwaves.
| №                   | Название             | Длительность |
| ------------------- | -------------------- | ------------ |
| 1.                  | «Call to Arms»       | 5:05         |
| 2.                  | «Everything's Magic» | 3:51         |
| 3.                  | «Breathe»            | 5:34         |
| 4.                  | «Love Like Rockets»  | 4:50         |
| 5.                  | «Sirens»             | 4:19         |
| 6.                  | «Secret Crowds»      | 5:03         |
| 7.                  | «Star of Bethlehem»  | 2:08         |
| 8.                  | «True Love»          | 6:08         |
| 9.                  | «Lifeline»           | 4:16         |
| 10.                 | «Jumping Rooftops»   | 0:45         |
| 11.                 | «Rite of Spring»     | 4:22         |
| 12.                 | «Heaven»             | 6:39         |
| Общая длительность: | Общая длительность:  | 52:54        |

### Бонус-треки
- «It Hurts» (live from Del Mar) (UK and Indie) — 4:20
- «The Adventure» (live from Del Mar) (Indie) — 5:18
- «The Gift» (acoustic) (iTunes) — 3:48
- «The Adventure» (acoustic) (Target) — 3:18
- «Good Day» (acoustic) (Target) — 2:46
- «Everything’s Magic» (acoustic) (Best Buy) — 3:04
- «Do It for Me Now» (acoustic) (Best Buy) — 3:46

## Участники записи

### Angels & Airwaves
- Том Делонг — вокал, гитара
- Дэвид Кеннеди — гитара
- Мэтт Уоктер — бас-гитара
- Атом Уиллард — ударные

### Другие участники
- Том Делонг — продюсер
- Critter – сопродюсер, механик, работа со звуком, перкуссия
- Roger Joseph Manning Jr. — клавишные
- Tom Lord-Alge – звукорежиссёр
- Drew Struzan – обложка альбома
- Brian Gardner – мастеринг
- Doug Reesh – гитарный техник

## История выпуска
| Страна         | Дата выпуска   |
| -------------- | -------------- |
| Всемирный      | ноябрь 1, 2007 |
| Южная Корея    | ноябрь 5, 2007 |
| Великобритания | ноябрь 5, 2007 |
| Канада         | ноябрь 6, 2007 |
| США            | ноябрь 6, 2007 |

## Позиции в чартах
| Чарт (2007)         | Пиковая позиция |
| ------------------- | --------------- |
| Billboard 200       | 9               |
| Top Canadian Albums | 1               |
| UK Albums Chart     | 29              |

| Год  | Сингл                | Чарт               | Позиция |
| ---- | -------------------- | ------------------ | ------- |
| 2007 | «Everything's Magic» | Billboard Hot 100  | 104     |
| 2007 | «Everything's Magic» | Modern Rock Tracks | 11      |
| 2007 | «Everything's Magic» | Pop 100            | 92      |
| 2007 | «Everything's Magic» | UK Singles Chart   | 103     |
| 2008 | «Secret Crowds»      | Modern Rock Tracks | 39      |